# Артър Хардън
Сър Артър Харден (на английски: Arthur Harden) е английски биохимик, носител на Нобелова награда за химия през 1929 заедно с Ханс фон Ойлер-Келпин „за изследванията си върху алкохолната ферментация и ферментите (ензимите), участващи в нея“.

## Биография

### Произход и образование
Роден е на 12 октомври 1865 година в Манчестър, Англия, в семейството на Алберт Тайъс Хардън и Елиза Макалистър. Получава началното си образование в частно училище и после в Тетънхол колидж, Стафордфийр. През 1882 г. е приет в Оуенс колидж към Манчестърския университет, който завършва през 1885 г.

### Изследователска дейност
През 1886 г. Хардън печели стипендия „Далтон“ по химия и прекарва една година работейки с Ото Фишер в Ерланген. Завръща се в Манчестър като лектор и асистент и остава там до 1897 г., когато е назначен като химик в новосформирания Британски институт по превантивна медицина, по-късно преименуван на Листър институт. През 1907 г. е назначен за Завеждащ на департамента по биохимия, позиция на която се задържа до пенсионирането си през 1930 г. След като излиза в пенсия Хардън продължава изследователската си работа към института.
В Манчестър Хардън изучава действието на светлината върху смеси на въглероден диоксид и хлор, а когато постъпва в института използва методите си за изследването на биологични феномени като химизма на бактериите и алкохолната ферментация. Той изследва продуктите от катаболизма на глюкозата и химизма на дрождите, като създава теории за антискорбутното действие на витамините.
Посветен е в рицарство през 1926 г. Член на Британско кралско научно дружество.

### Личен живот
Женен е, но няма деца. Съпругата му умира през 1928 г., а той на 17 юни 1940 г. в дома си в Бъкингамшър.